# Алстен

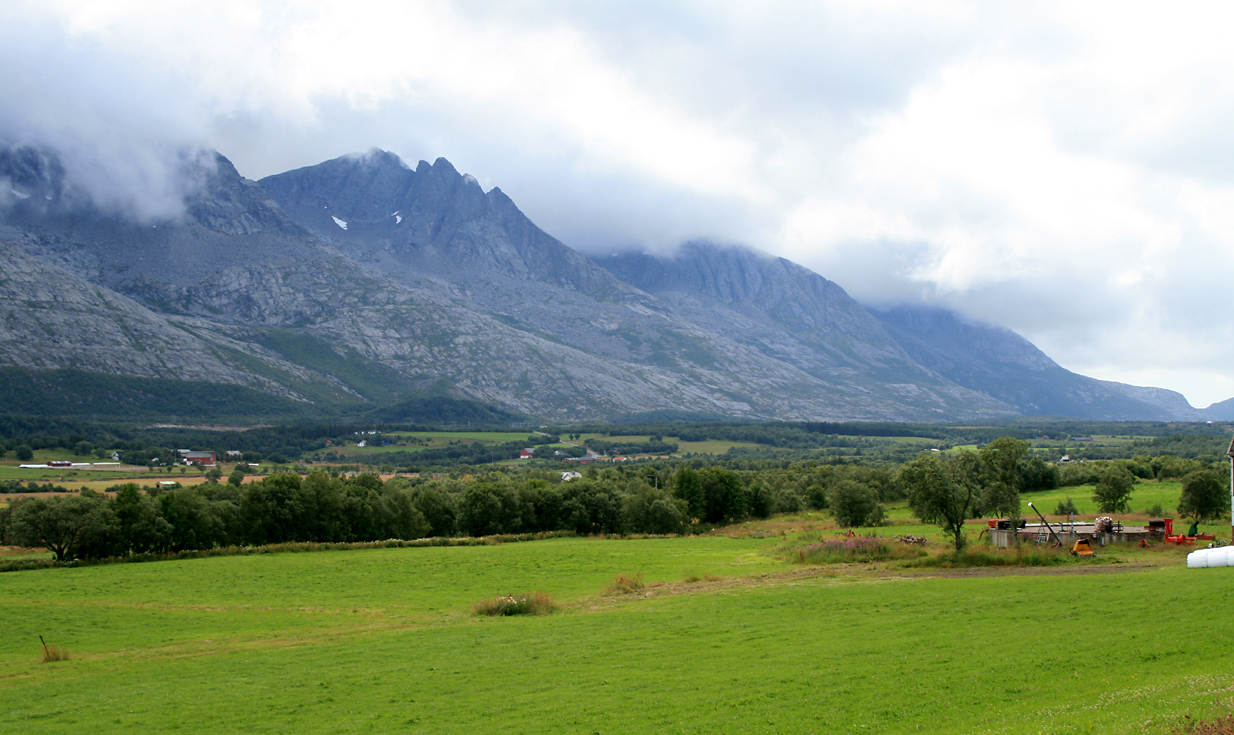
Низменность на острове Алстен возле гор Шу-Сёстре

Алстен (норв. Alsta) — остров в коммуне Алстахёуг, фюльке Нурланн в Норвегии. На острове находятся город Саннесшёэн и горы Шу-Сёстре.
Площадь — 153 км². Самая высокая гора острова Ботнкрона (норв. Botnkrona), высота 1072 м. Население — 6828 человек (2001).